# Wazzan
Wazzan (arab. وزان, Wazzān; fr. Ouezzane) – miasto w północnym Maroku, w regionie Tanger-Tetuan-Al-Husajma, położone w południowo-zachodnim skraju pasma górskiego Rif, ok. 100 km na północny zachód od Fezu, siedziba administracyjna prowincji Wazzan. W 2014 roku miasto liczyło ok. 60 tys. mieszkańców.
Założone w 1727 roku miasto jest lokalnym ośrodkiem handlowym. W okolicy rozwinęła się uprawa zbóż i hodowla bydła.